# Filipijnen op de Olympische Zomerspelen 1936
De Filipijnen namen deel aan de Olympische Zomerspelen 1936 in Berlijn, Duitsland. Na drie bronzen medailles bij de vorige editie was de oogst dit keer beperkt met één keer brons.

## Medailleoverzicht
| Sport    | Olympiër     | Discipline      | Medaille |
| -------- | ------------ | --------------- | -------- |
| Atletiek | Miguel White | 400m horden (m) | Brons    |

## Resultaten per onderdeel

### Atletiek
| Olympiër          | Discipline       | Resultaat    | Prestatie                                                             |
| ----------------- | ---------------- | ------------ | --------------------------------------------------------------------- |
| Nemesio de Guzman | 100m (m)         | series       | serie 7: 3de in 11,1                                                  |
| Antonio Salcedo   | 100m (m)         | series       | serie 3: 4de                                                          |
| Nemesio de Guzman | 200m (m)         | series       | serie 3: 5de in 22,9                                                  |
| Antonio Salcedo   | 200m (m)         | series       | serie 1: 4de                                                          |
| Miguel White      | 110m horden (m)  | series       | serie 6: 5de                                                          |
| Teodor Malasig    | 400m horden (m)  | 27e          | serie 4: 5de in 56,1                                                  |
| Miguel White      | 400m horden (m)  | series       | serie 3: 1ste in 53,4 halve finale 1: 2de in 53,4 finale: 3de in 52,8 |
| Nino Ramirez      | verspringen (m)  | kwalificatie |                                                                       |
| Simeon Toribio    | hoogspringen (m) | 12e          | kwalificatie: 1ste met 1,85m finale: 12de met 1,85m                   |

### Basketbal
| Olympiër | Discipline | Resultaat | Prestatie |
| --- | ---------- | --------- | --- |
| Charles Borck Jacinto Ciria Cruz Franco Marquicias Primitivo Martinez Jesus Marzan Amador Obordo Bibiano Ouano Ambrosio Padilla John Worrell Fortunato Yambao | mannen     | 5e        | 1ste ronde: vrij 2de ronde: W van Mexico: 32-30 3de ronde: W van Estland: 39-22 kwartfinale: V van Verenigde Staten: 23-56 5-8ste plek: W van Italië: 32-14 5-6de plek: W van Uruguay: 33-23 |

### Boksen
| Olympiër            | Discipline | Resultaat | Prestatie                                                                                   |
| ------------------- | ---------- | --------- | ------------------------------------------------------------------------------------------- |
| Felipe Nunag        | -50,8kg    | 9e        | 1ste ronde: W van ROU Panaitescu 2de ronde: V van BEL Degryse                               |
| Oscar de Larrazabal | -53,5kg    | 5e        | 1ste ronde: W van DEN Frederiksen 2de ronde: W van GER Stasch kwartfinale: V van USA Wilson |
| Felipe Gabuco       | -57,2kg    | 17e       | 1ste ronde: V van USA Kara                                                                  |
| José Padilla        | -61,2kg    | 5e        | 1ste ronde: W van GER Schmedes 2de ronde: W van POL Cyraniak kwartfinale: V van HUN Harangi |
| Simplicio de Castro | -61,2kg    | 5e        | 1ste ronde: vrij 2de ronde: W van LUX Sancassiani kwartfinale: V van FRA Tritz              |

### Schietsport
| Olympiër        | Discipline              | Resultaat | Prestatie                       |
| --------------- | ----------------------- | --------- | ------------------------------- |
| Martin Gison    | 50m geweer liggend (m)  | 4e        | 296 punten                      |
| Otoniel Gonzaga | 50m geweer liggend (m)  | 32e       | 291 punten                      |
| Martin Gison    | 50m pistool (m)         | 30e       | 511 punten: (80-82-86-92-82-89) |
| Otoniel Gonzaga | 50m pistool (m)         | 37e       | 501 punten: (84-79-84-84-83-87) |
| Martin Gison    | 25m snelvuurpistool (m) | onbekend  |                                 |
| Otoniel Gonzaga | 25m snelvuurpistool (m) | onbekend  |                                 |

### Zwemmen
| Olympiër           | Discipline          | Resultaat | Prestatie                                                                  |
| ------------------ | ------------------- | --------- | -------------------------------------------------------------------------- |
| Jikirum Adjaluddin | 100m vrije slag (m) | 11e       | serie 3: 2de in 1.01,0 halve finale 1: 5de in 1.00,5                       |
| José Orbial        | 100m vrije slag (m) | 23e       | serie 6: 4de in 1.01,7                                                     |
| Nils Christiansen  | 100m rugslag (m)    | 9e        | serie 3: 3de in 1.11,5 halve finale 1: 5de in 1.11,1                       |
| Jikirum Adjaluddin | 200m schoolslag (m) | 12e       | serie 1: 4de in 2.50,2 halve finale 1: 5de in 2.54,0                       |
| Arsad Alpad        | 200m schoolslag (m) | 13e       | serie 3: 2de in 2.52,6 halve finale 1: 6de in 2.54,6                       |
| Teofilo Yldefonso  | 200m schoolslag (m) | 7e        | serie 5: 2de in 2.47,4 halve finale 2: 4de in 2.46,8 finale: 7de in 2.51,1 |

### Worstelen
| Olympiër       | Discipline  | Resultaat   | Prestatie                                                     |
| Vrije stijl    | Vrije stijl | Vrije stijl | Vrije stijl                                                   |
| -------------- | ----------- | ----------- | ------------------------------------------------------------- |
| Enrique Jurado | -56kg (m)   | 12e         | 1ste ronde: V van USA Flood: 0-3 2de ronde: V van FIN Jaskari |

Afghanistan · Argentinië · Australië · België · Bermuda · Bolivia · Brazilië · Brits-Indië · Bulgarije · Canada · Chili · Colombia · Costa Rica · Denemarken · Duitsland · Egypte · Estland · Filipijnen · Finland · Frankrijk · Griekenland · Groot-Brittannië · Hongarije · IJsland · Italië · Japan · Joegoslavië · Letland · Liechtenstein · Luxemburg · Malta · Mexico · Monaco · Nederland · Nieuw-Zeeland · Noorwegen · Oostenrijk · Peru · Polen · Portugal · Republiek China · Roemenië · Tsjecho-Slowakije · Turkije · Uruguay · Verenigde Staten · Zuid-Afrika · Zweden · Zwitserland